# Винјард Лејк (Мичиген)
Винјард Лејк (енгл. Vineyard Lake) насељено је место без административног статуса у америчкој савезној држави Мичиген.

## Демографија
По попису из 2010. године број становника је 980.
| Група             | 2000.    | 2010.       |
| Белци             | 0 (0,0%) | 951 (97,0%) |
| Афроамериканци    | 0 (0,0%) | 4 (0,4%)    |
| Азијати           | 0 (0,0%) | 0 (0,0%)    |
| Хиспаноамериканци | 0 (0,0%) | 11 (1,1%)   |
| Укупно            | 0        | 980         |